# Mengistu Worku
Mengistu Worku, 1940 - 16 décembre 2010, est un footballeur éthiopien.

## Biographie
Ayant évolué à Saint-George SA, il est considéré comme l'un des meilleurs footballeurs éthiopiens de l'histoire et l'un des meilleurs attaquants africains des années 1960s.
En 2006, il figure sur la liste des 50 meilleurs joueurs africains de l'histoire.
Worku a participé avec l'équipe nationale éthiopienne à six Coupes d'Afrique des Nations 1959, 1962, 1963, 1965, 1968, 1970. au cours desquelles il a disputé 17 matches et marqué 10 buts, à une moyenne de 0,59 buts par match, et est considéré comme le dixième joueur le plus marqué de l'histoire du tournoi. Ses participations les plus marquantes sont celles où il a contribué à l'obtention par son pays du titre africain sur son sol en 1962, au cours duquel Worku a également remporté le titre de meilleur buteur et de meilleur joueur du tournoi.
Au niveau des clubs, il a réussi à remporter avec son club Saint-George le titre du Championnat d'Éthiopie à quatre reprises 1966, 1967 1968, 1971 et la Coupe d'Éthiopie à deux reprises 1957, 1973. Il a également aidé son club à atteindre les demi-finales de la Coupe des clubs champions africains 1967 comme la meilleure réalisation. pour un club éthiopien au niveau continental.
Worku a entraîné l'équipe nationale éthiopienne au début des années 1980 et les a amenés à se qualifier pour la 1982 en Libye, mais n'a pas réussi à passer le premier tour.
Il est décédé le 16 décembre 2010 dans la capitale éthiopienne Addis-Abeba après un voyage médical qu'il a passé en Thaïlande.